# Pluton (1778)
Pour les articles homonymes, voir Pluton.
Le Pluton est un navire de guerre français , en service de 1778 à 1805. C'est un navire de ligne de 74 canons de la Marine royale française.

## Carrière
Le Pluton participe à la bataille de la Martinique le 17 avril 1780, sous les ordres de La Marthonie. Albert de Rions en prends le commandement et le commande à la bataille de la Martinique le 29 avril 1781,  à la bataille de Chesapeake le 5 septembre 1781,  à Saint-Kitts les 24 et 25 janvier 1782,  et à la bataille des Saintes le 12 avril.  
Il est rebaptisé Dugommier en 1797 et semble n'avoir connu que peu de service actif sous ce nom. il a été démantelé en 1805. 